# Henryk Mandelbaum
Pour les articles homonymes, voir Mandelbaum.
Henryk Mandelbaum, né le 15 décembre 1922 à Olkusz, mort le 17 juin 2008 à Bytom (Pologne) fut l'un des derniers survivants du Sonderkommando d'Auschwitz-Birkenau.
Dès avril 1944, le moment de son arrestation et son envoi à Birkenau (son numéro de prisonnier était 181 970), Mandelbaum fut chargé par les nazis de vider les chambres à gaz et de brûler les corps. Il fut affecté d'abord au K IV puis au K V. Sur une estimation de 2 000 membres pour le seul Sonderkommando d'Auschwitz-Birkenau, moins de 100 ont survécu grâce à l'affolement de l'évacuation du camp qui leur a permis de se mélanger aux prisonniers des autres commandos. Henryk Mandelbaum, ayant témoigné lui-même de la mort de 300 000 Juifs hongrois, massacrés en deux mois, continua le reste de sa vie à parler de la Shoah: Il faut en parler – disait-il. – Ne pas lutter avec les armes, mais avec les paroles, pour que cela ne se répète pas.
Après la guerre en 1945-1948, il a été un agent du Bureau de la sécurité publique - Będzin (UB).
En 2001, Henryk Mandelbaum témoigne, avec d'autres survivants du Sonderkommando de Birkenau dans un documentaire Allemand intitulé Sklaven der Gaskammern (les esclaves des chambres à gaz).
En 2004 il participe à un film documentaire sur le sujet en Polonais Z Kroniki Auschwitz avec huit autres membres survivants du Sonderkommando de Birkenau.
En 2007, Wojciech Królikowski consacre un moyen-métrage à H. Mandelbaum, intitulé Anus Mundi (37 min) qui rappelle le titre de l'ouvrage de témoignage de W. Kielar (qui fut parmi les premiers prisonniers Polonais du camp, n° de prisonnier 290) sur Auschwitz et Birkenau ; mais aussi l'expression du médecin SS Johann P. Kremer qui qualifiait ainsi Birkenau dans son journal.